# Platydytes cooperae
Platydytes cooperae är en skalbaggsart som beskrevs av Olof Biström 1988. Platydytes cooperae ingår i släktet Platydytes och familjen dykare. Inga underarter finns listade i Catalogue of Life.